# Террі (Міссісіпі)
Террі (англ. Terry) — місто (англ. town) в США, в окрузі Гіндс штату Міссісіпі. Населення — 1304 особи (2020).

## Географія
Террі розташоване за координатами 32°6′21″ пн. ш. 90°17′33″ зх. д. / 32.10583° пн. ш. 90.29250° зх. д. (32.105894, -90.292442).  За даними Бюро перепису населення США в 2010 році місто мало площу 9,93 км², з яких 9,88 км² — суходіл та 0,05 км² — водойми.

## Демографія
Згідно з переписом 2010 року, у місті мешкали 1063 особи в 407 домогосподарствах у складі 289 родин. Густота населення становила 107 осіб/км².  Було 445 помешкань (45/км²).
Расовий склад населення:
| - 59,3 % — чорних або афроамериканців - 38,9 % — білих - 0,3 % — азіатів - 0,2 % — корінних американців |

До двох чи більше рас належало 0,9 %. Частка іспаномовних становила 0,7 % від усіх жителів.
За віковим діапазоном населення розподілялося таким чином: 29,3 % — особи молодші 18 років, 60,6 % — особи у віці 18—64 років, 10,1 % — особи у віці 65 років та старші. Медіана віку мешканця становила 34,6 року. На 100 осіб жіночої статі у місті припадало 79,9 чоловіків;  на 100 жінок у віці від 18 років та старших — 76,9 чоловіків також старших 18 років.
Середній дохід на одне домашнє господарство  становив 64 672 долари США (медіана — 58 281), а середній дохід на одну сім'ю — 69 751 долар (медіана — 68 269). За межею бідності перебувало 9,3 % осіб, у тому числі 11,1 % дітей у віці до 18 років та 13,3 % осіб у віці 65 років та старших.
Цивільне працевлаштоване населення становило 692 особи. Основні галузі зайнятості: освіта, охорона здоров'я та соціальна допомога — 42,2 %, публічна адміністрація — 12,9 %, роздрібна торгівля — 7,7 %, будівництво — 7,2 %.